# Mesapia
Mesapia is een geslacht in de orde van de Lepidoptera (vlinders) familie van de Pieridae (Witjes).
Mesapia werd in 1856 beschreven door Gray.

## Soort
Mesapia omvat de volgende soort:
- Mesapia peloria - (Hewitson, 1853)